# 奧斯特姆

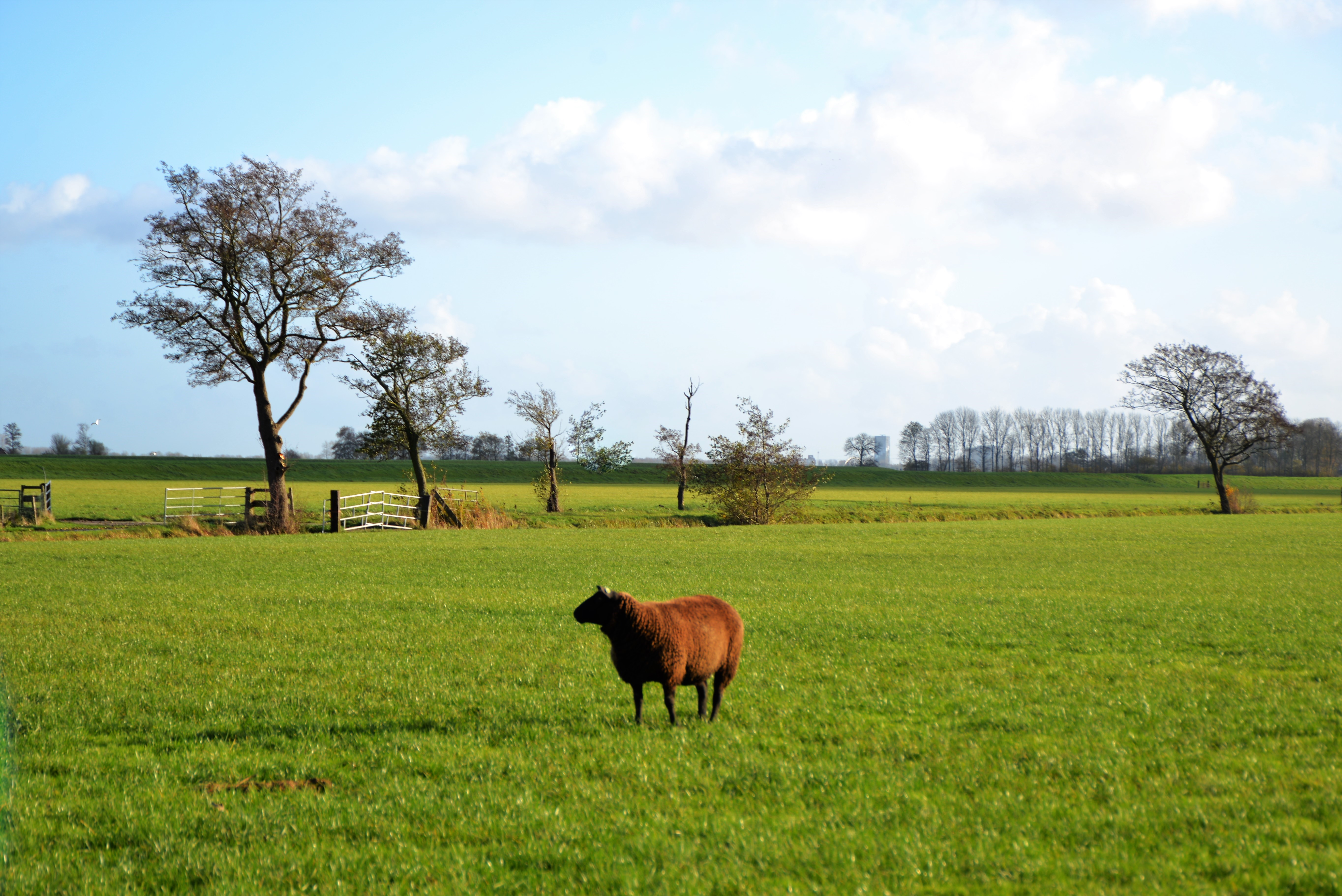
奧斯特姆鄉村景觀

奧斯特姆（荷蘭語：Oostum）是荷蘭格羅寧根省的一個村庄，屬於韋斯特夸蒂爾市鎮。當地有一座建於13世紀的教堂。